# 6e régiment de tirailleurs sénégalais
Le 6e Régiment de Tirailleurs Sénégalais (ou 6e RTS) est un régiment constitué sous la IIIe République. Il se distingua lors de la libération de Toulon (1944).

## Création et différentes dénominations
- 1913 : Création du  2e Régiment Mixte d'Infanterie Coloniale du Maroc
- 1921 : Renommé 2e Régiment de Tirailleurs Sénégalais du Maroc
- 1926 : Renommé 6e Régiment de Tirailleurs Sénégalais
- 1er novembre 1944 : Renommé 6e Régiment d'Infanterie Coloniale
- 15 avril 1946 : dissolution. Ses hommes sont versés dans le 18e Groupement de Compagnies Sénégalaises de garde de prisonniers de guerre de l'Axe.
- 1946 : Recréation du 6e Régiment de Tirailleurs Sénégalais par changement d'appellation du  11eRégiment de Tirailleurs Sénégalais
- 1958 : Change d'appellation, devient 66e RIMa en Algérie.

## Colonels/chef-de-brigade
- 1932 : Edouard Joseph Arnaud, Commandeur de la Légion d'honneur;
- 1932 - 1934 : Colonel Alessandri
- 30/05/1944 - 25/12/1944 : Raoul Salan (**)
- 26/12/44 - / / : lieutenant-colonel Dessert.

(*) Officier qui devint par la suite général de brigade.
(**) Officier qui devint par la suite général de division.

### Entre-deux-guerres

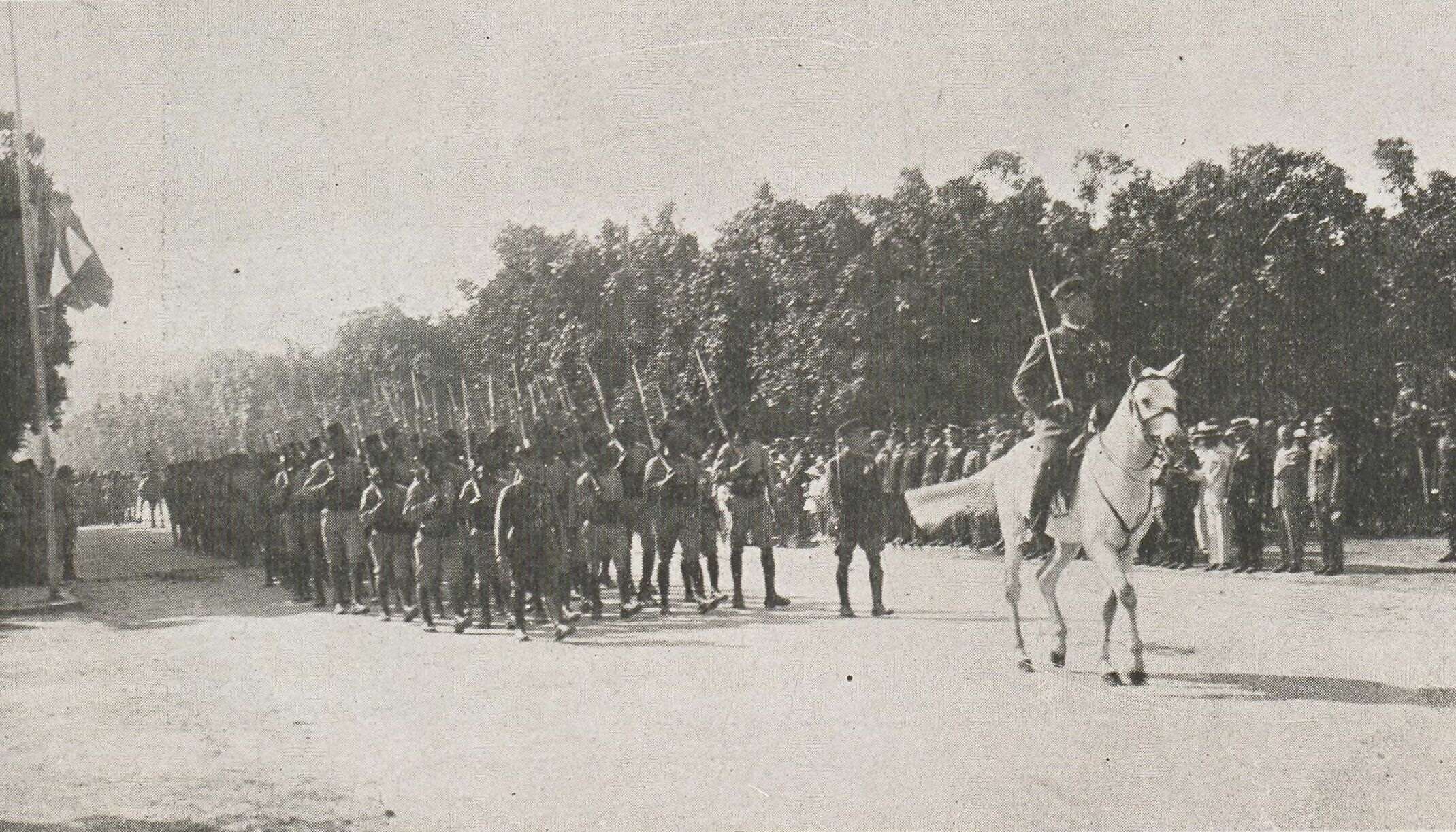
Le 6e RTS défile à Casablanca le 14/7/1930.

## Rattachements
9e Division d'Infanterie Coloniale : 15 juillet 1943 - 1er novembre 1944.

## Historique des garnisons, combats et batailles du6eRTS

### Seconde Guerre mondiale
- novembre 1942 : garnison à Fès et Marrakech
- 1943 : stationne en Corse
- 17-18 juin 1944 : débarquement à l'île d'Elbe
- 15 août 1944 : débarquement de Provence
- 20-26 août 1944 : libération de Toulon
- mi-novembre 1944 : liquidation de la poche du Doubs
- fin novembre-début décembre : élimination des dernières poches de résistance allemande dans le Haut-Rhin (Village-Neuf, Huningue, Loechle et Kembs)
- fin janvier-début février 1945 : liquidation de la poche de Colmar (flanc sud)

## Faits d'armes faisant particulièrement honneur au régiment
- Libération de Toulon : il ouvre la route à la libération de Toulon, appuyé par le régiment d'artillerie coloniale du Maroc et le groupement de chars Beaufort, de la 1re DB. Les combats durent 6 jours (20-26 août 1944), et le régiment a 107 tués et 467 blessés. Le 27, c'est le 6e RTS qui ouvre le défilé de la libération à Toulon. Cela lui vaut une citation à l'ordre de la Ire armée par le général de Lattre :

« Unité ardente et manœuvrière qui, sous les ordres du colonel Salan, chef d'une haute intelligence tactique, d'un sang froid et d'un courage remarquables, a, dès son débarquement en France, du 20 au 21 août 1944, en six jours de combat ininterrompus et d'une violence sans cesse accrue, vaincu la défense nord-est de Toulon, rejetant l'ennemi de Solliès-Ville, Solliès-Pont, La Farlède, La Valette, le poursuivant jusque dans la place et lui imposant au sixième jour la reddition du fort d'Artigues, dont la chute marqua un moment décisif dans l'enlèvement de la place forte. »

## Décorations
Sa cravate est décorée de la Croix de guerre 1939-1945 avec une palme (une citation à l'ordre de l'armée).

## Personnalités ayant servi au6erégiment de tirailleurs sénégalais
- Frantz Fanon (1925-1961), psychiatre et essayiste.
- Jacques Fitamant (1905-1980), résistant français, Compagnon de la Libération.
- Henri Fougerat (1909-1944), résistant français, Compagnon de la Libération.
- Antonin Betbèze (1910-1993), résistant français, Compagnon de la Libération.
- Louis Béguin (1911-1944), résistant français, Compagnon de la Libération.
- Jean-Louis Delayen (1921-2002), général français.
- Jean Gracieux, général français[réf. nécessaire].